# Kano
Kano è una città della Nigeria, capitale amministrativa dell'omonimo stato e maggiore città della Nigeria settentrionale, con una popolazione di 3 848 885 abitanti (2007).
La città è composta da diversi quartieri fra i quali il quartiere industriale di Bompai e la città vecchia completamente cintata con edifici in creta.
L'economia è basata sulla produzione di arachidi, pellame e cotone. Nella città si trova anche un florido mercato agricolo e del bestiame.
Vi si trova inoltre il Kano State Institute for Higher Education.

## Storia
Prima della creazione della nazione nigeriana, Kano era uno dei sette regni Hausa fondato approssimativamente nell'anno 900. Tra i sette regni, vi era una stretta connessione di attività economiche particolarmente fiorenti a Rano e Kano, quest'ultimo era inoltre un importante mercato transahariano e soprannominata "Capo dell'Indaco", nelle pianure circostanti vi si coltivava il cotone che veniva tinto, tessuto e spedito negli altri regni.
Secondo gli archivi di Kano, il trentasettesimo Sarkin Kano (Re di Kano) fu Mohammed Sharef (1703-1731). Il suo successore, Kumbari dan Sharefa (1731-1743), si impegnò in una serie di duri scontri con la popolazione nomade e islamica dei fulani. Nel 1903 il territorio venne conquistato dagli inglesi.

### Il contenzioso di Kano
Nella città nel 1996 fu condotta una sperimentazione umana su bambini durante una epidemia di meningite meningococcica, a seguito di ciò si è determinato uno scandalo giudiziario che ha visto coinvolta la multinazionale farmaceutica Pfizer responsabile della sperimentazione condotta.

### Attentato all'Università Bayero
Il 29 aprile 2012 un commando armato ha aperto il fuoco sui giovani che assistevano a una messa in un auditorium all'interno dell'Università Bayero, causando venti morti e decine di feriti gravi. Dell'attacco è fortemente indiziato il gruppo islamico Boko Haram, già responsabile di numerose violenze nel paese.

## Amministrazione
L'area di Kano comprende 6 local government area:
- Kano Municipal
- Fagge
- Dala
- Gwale
- Tarauni
- Nassarawa